# Надросся (газета)
«Надро́сся» — громадсько-політична газета Корсунь-Шевченківського району. Виходить з квітня 1921 року двічі на тиждень щовівторка і щоп'ятниці. Реєстраційне свідоцтво ЧС № 203 від 5 березня 1998 року.
Районна газета, орган корсунь-шевченківського окрпарткому, окрвиконкому та окрпрофбюро, була заснована 1922 року під назвою «Незаможник». У квітні 1924 року тираж газети складав понад 3000 примірників. у 1929 року районна газета отримала назву «Леніновим шляхом», а від червня 1962 року — «Ленінським шляхом». У 1951—1955 роках виходила тричі на тиждень.
Після здобуття Незалежності України отримала сучасну назву. Видавець Корсунь-Шевченківська районна державна адміністрація, районна рада і трудовий колектив редакції газети «Надросся».